# Parthinok
A parthinok ókori népcsoport. Illíriában éltek, a mai Durrës vidékén. Livius és Cicero tesz említést róluk.